# جزیره سر لاک‌پشت
جزیرۀ سر لاک‌پشت (به انگلیسی: Turtle Head Island) جزیره‌ای از مجمع‌الجزایر تنگۀ تورس است که در پارک دریایی دیوارۀ بزرگ مرجانی، در شرق شبه‌جزیرۀ کیپ یورک، در کوئینزلند، استرالیا واقع شده است.
این جزیره در خلیج نیوکاسل در دهانۀ رودخانۀ اسکیپ و رودخانۀ میدل، نه چندان دور از نهر جکی جکی و در مجاورت پارک ملی آپودتاما واقع شده است. این جزیره تقریباً ۳۰ کیلومتر (۱۹ مایل) جنوب شرقی باماگا.

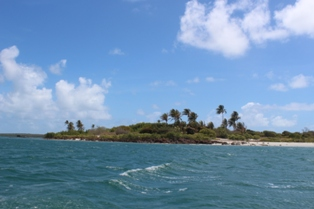
جزیرۀ سر لاک‌پشت، کیپ یورک